# Yvonne Lacina
Yvonne Lacina (* 5. Juni 1977) ist eine österreichische Journalistin und Fernsehmoderatorin, die seit 1997 für den ORF tätig ist.

## Leben und Karriere
Bereits während ihres Studiums der Publizistik und Politologie an der Universität Wien begann Lacina, die zuvor die Handelsakademie in Laa an der Thaya besuchte, ein Praktikum beim Österreichischen Rundfunk, wobei sie ihr Interesse an den TV-Nachrichten rasch in die ZiB brachte. Anfangs lediglich am Operations Desk der ZiB kam die junge Journalistin im Laufe der Jahre zu immer größeren Engagements. So drehte sie unter anderem mit dem bereits mit verschiedenen Preisen ausgezeichneten Robert Gordon verschiedene Folgen der Reportagereihe Am Schauplatz und war zugleich bis 2007 alternierend für die Zeit im Bild und das Parlamentsmagazin Hohes Haus als Reporterin und Redakteurin im Einsatz. Danach arbeitete Lacina, die, trotz der Namensgleichheit, nicht mit dem ehemaligen österreichischen Finanzminister Ferdinand Lacina verwandt ist, vorwiegend für die ZiB-Chronik. Zu ihren dortigen Tätigkeiten gehörten unter anderem auch diverse Auslandseinsätze, wie zum Beispiel nach dem Erdbeben von L’Aquila 2009 oder kurz nach der Revolution in Ägypten 2011. Während des Ausbruchs des Eyjafjallajökull 2010 berichtete sie tagelang live vom Flughafen Wien-Schwechat und war auch in andere Arbeiten der ZiB involviert. Zudem gestaltete sie für Heute in Österreich viele soziale Reportagen, sowie auch zahlreiche Tiergeschichten, darunter auch ihre eigene Serie Der Tiergarten Schönbrunn und die Pfleger. Des Weiteren berichtete sie für den ORF in den letzten drei Jahren (2010 bis 2012) live und in Reportagen vom Life Ball sowie vom Wiener Opernball.
Am 19. Dezember 2011 wurde seitens des Österreichischen Rundfunks bekanntgegeben, dass Lacina ab 11. Jänner 2012 als neue ZiB-Flash-Moderatorin eingesetzt wird und dabei als Karenzvertretung für Christiane Wassertheurer agiert, die sich ein halbes Jahr Auszeit nahm, um mit Ehemann und Sohn zu reisen. Zusätzlich zu dieser Tätigkeit ist Lacina allerdings auch weiterhin als Redakteurin und „CvD für ORF 1“ im Einsatz. Beim ZiB-Flash agiert die Wienerin seitdem alternierend mit ihren Kollegen Claudia Unterweger und Matthias Euba.